# Apeadeiro de Praias do Sado-A

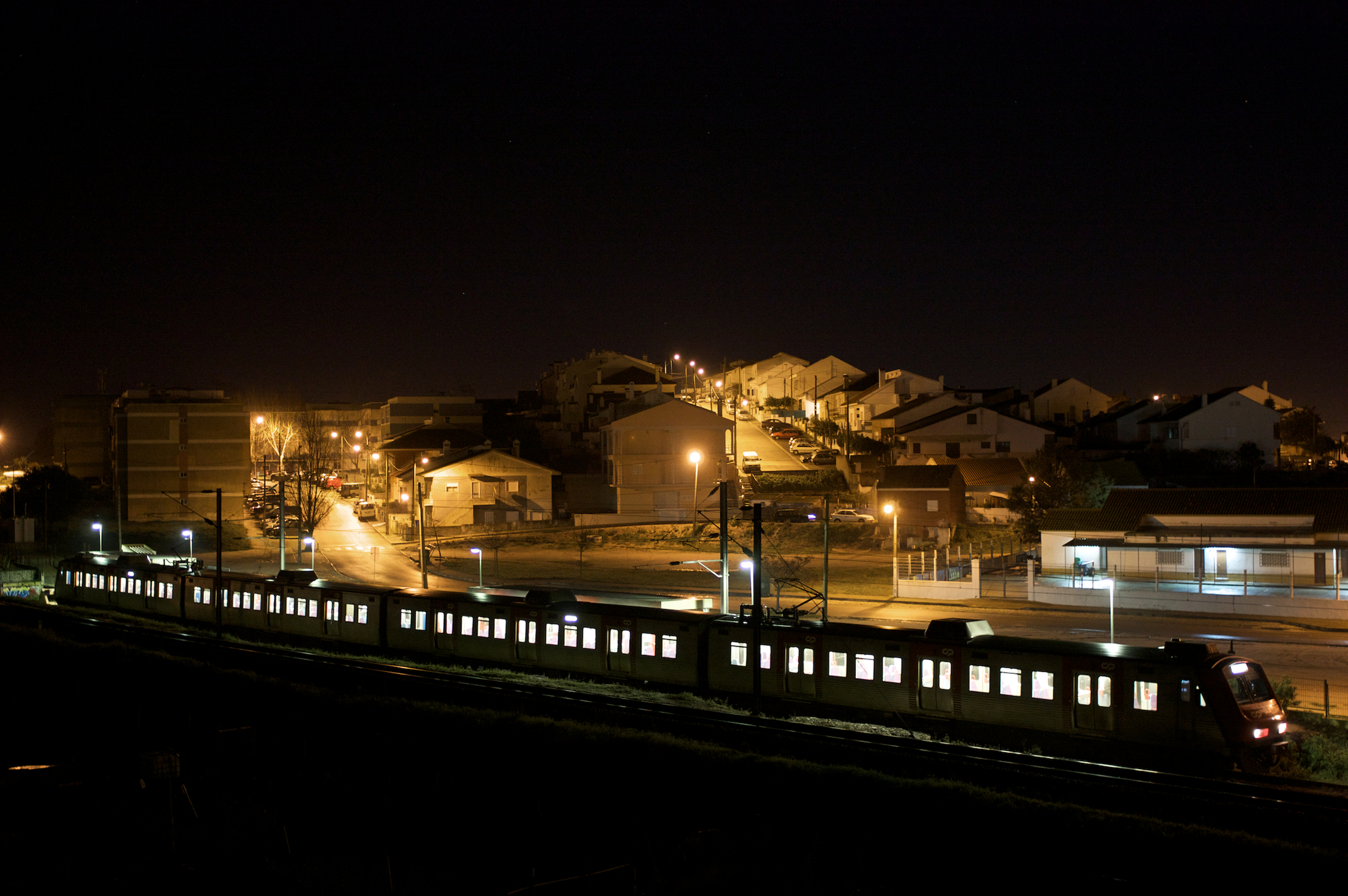
UQE da USGL partindo do apeadeiro.

O Apeadeiro de Praias do Sado-A é uma infra-estrutura de passageiros da Linha do Sul, situada no concelho de Setúbal, em Portugal; é uma das interfaces terminais do serviço “Linha do Sado” da Divisão de Lisboa da operadora Comboios de Portugal. Localiza-se num ramal de resguardo da Linha do Sul, ao PK 33,799, tendo sofrido obras de modernização em 2008.
Serve as freguesias de Sado e de São Sebastião, sendo o interface ferroviário mais próximo do Instituto Politécnico de Setúbal, da localidade residencial de Praias do Sado, e de diversas instalações industriais.

## Descrição

### Serviços
Esta estação é utilizada por serviços urbanos da Linha do Sado, assegurados pela operadora Comboios de Portugal.
A Carris Metropolitana opera, desde 2022, 5 linhas de autocarro regulares, ligando a estação a toda a Península de Setúbal.

### Localização e acessos
Esta interface situa-se na localidade de Praias do Sado, tendo acesso pela Rua Tomás Ribeiro.

## História
Esta interface insere-se no lanço da Linha do Sul entre Setúbal e Alcácer do Sal, que entrou ao serviço em 25 de Maio de 1920, pela divisão do Sul e Sueste dos Caminhos de Ferro do Estado.